# Сэлинджер (фильм)
«Сэлинджер» (англ. Salinger) — документальный фильм 2013 года режиссёра Шейна Салерно, повествующий о жизни американского писателя Джерома Дэвида Сэлинджера, чей роман «Над пропастью во ржи» известен во всём мире.

## Сюжет
Фильм начинается с рассказа бывшего фотографа журнала «Newsweek» о том, как его отправили в город Корниш в Нью-Гемпшире с заданием сфотографировать одного из самых известных писателей XX века, а ныне затворника — Джерома Дэвида Сэлинджера, чья книга «Над пропастью во ржи» оказала неизмеримое воздействие на мировоззрение нескольких поколений. В конце концов он исполнил задание у местного почтамта, куда Сэлинджер регулярно приходил забирать почту. Действие переносится в начало века, показывая воспитание сына продавца сыра, выросшего на Парк-авеню и выгоняемого из многочисленных элитных школ. Чтобы как-то утихомирить неуёмную энергию своего сына, родители записали его в Военную академию Вэлли-Форг, где Сэлинджер начал писать. Вернувшись в обычную жизнь, и развив своё писательское мастерство, он начал добиваться того, чтобы его рассказы напечатали в самом известном литературном журнале — «New Yorker», что в конце концов и получилось в 1940 году. Он буквально боготворил Хэмингуэя, а выход «Прощай, оружие!» стал для него большим событием. В это время он начал роман с Уной О’Нил, актрисой—дебютанткой и дочерью драматурга Юджина О’Нила. После нападения на Пёрл-Харбор Сэлинджера признали негодным к военной службе, однако он не оставил попыток попасть на войну и принял участие в высадке в Нормандии. Ежедневно отсылая своей любимой письма и хвастаясь этими отношениями перед друзьями по фронту, Сэлинджер с удивлением и яростью узнаёт, что Уна вышла замуж за Чарли Чаплина. Однако размолвка не сломала Сэлинджера, а дала ему возможность написать первые главы будущего романа. Травму же нанесла Вторая мировая война: после 299 дней в армии и освобождения концлагеря Дахау, в котором Сэлинджер увидел то, что невозможно описать, он женился на Сильвии Велтер, нацистке, разделявшей взгляды Гитлера. Они развелись менее, чем через год вскоре после возвращения в США, с аргументацией Сэлинджера, что невеста вступила в брак с целью выгоды, и далее документальная хроника иллюстрирует его последующие связи с многочисленными молодыми женщинами. Дописанный и напечатанный после нескольких отказов, роман «Над пропастью во ржи», отправил Сэлинджера в мировую известность и добровольное изгнание. Проданный тиражом более 65 миллионов копий с момента публикации в 1951 году, навлёк на себя и зловещий аспект популярности, в том числе — какое влияние он оказал на убийцу Джона Леннона. Сэлинджер по-прежнему писал до самой смерти в уединенной хижине под названием «Бункер», литературные тайны которой предстоит раскрыть читателям, так как произведения Сэлинджера, по его завещанию, начнут печатать по определённому плану с 2015 года.

## Производство и прокат
Режиссёр Шейн Салерно, работавший над сценариями к фильмам «Армагеддон» и «Чужие против Хищника: Реквием», после шести лет изучения жизни Сэлинджера, взялся за производство документального фильма по его биографии, написанной американским журналистом Полом Александером в 1999 году. 29 января 2010 года на сайте «Deadline.com» журналист Майкл Флеминг опубликовал эксклюзивную обзорную статью о фильме, производство которого держалось в секрете в течение пяти лет, отметив использование интервью с 150 видными личностями, поддерживавших отношения с Сэлинджером, а также беседы с деятелями культуры, включая Филипа Сеймура Хоффмана, Эдварда Нортона, Джона Кьюсака, Дэнни Де Вито (чьи слова в окончательном варианте были вырезаны), Джона Гуаре, Мартина Шина, Дэвида Милча, Роберта Тауна, Томом Вулфом, Эдгаром Лоуренсом Доктороу, Гора Видала. Флеминг, ставший первым журналистом в мире, посмотревшим это фильм, сказал, что это «мощное и исчерпывающее исследование». Кроме того, он объявил о том, что режиссёр Шейн Салерно был соавтором 700-страничной биографии Сэлинджера с автором бестселлеров «New York Times» Дэвидом Шилдсом. 4 февраля в «Entertainment Weekly» было сказано, что секретность производства держалась на сложном протоколе безопасности, а со всех участников проекта взяли подписку о неразглашении.
27 февраля 2013 года было объявлено, что продюсер фильмов «Криминальное чтиво» и «Властелин Колец» Харви Вайнштейн приобрел права на фильм за 2 миллиона долларов для проката его студией «The Weinstein Company». Дата релиза была назначена на 6 сентября 2013 года, чтобы фильм стал кандидатом на 86-й церемонии вручения премии «Оскар». 13 июня компания выпустила первый трейлер к фильму. 4 сентября Салерно признался, что проект изначально задумывался как художественный фильм, с Дэниелем Дэй-Льюисом в роли Сэлинджера. После начала проката, Харви Вайнштейн призвал не рассказывать знакомым о содержании фильма, чтобы не портить от него впечатление, так как «радость от этого документального фильма в том, чтобы открывать для себя информацию, которая десятилетиями хранилась в тайне». Помимо этого издательство «Simon & Schuster», готовившее к печати одноимённую книгу, тоже призвало к сдержанности.
Первые фрагменты фильма были показаны в мае 2013 года на 66-м Каннском кинофестивале. Премьера в США состоялась в Нью-Йорке и Лос-Анджелесе 6 сентября 2013 года, а позже в 62 американских городах. Первый показ в России прошёл 11 сентября в Центре документального кино, а на следующий день фильм вышел на экраны кинотеатров Москвы.
6 января 2014 года в интервью «PBS» Салерно рассказал, что потратил на съёмки фильма 10 лет и 2 миллиона долларов из личных средств, отметив, что «в конечном счете, то, что отличает наш фильм от книги, так это доступ к друзьям Сэлинджера, коллегам и членам его ближайшего окружения, которые никогда не говорили на запись, как и кадры, фотографии и другие материалы, которые никогда никто не видел. Мы показали зрителю и читателю внутренний мир Сэлинджера и пролили свет на человека по имени Джерри, который жил в тени мифа о Сэлинджере». Также Салерно отмечал, что «у меня есть огромное уважение к Сэлинджеру, как к художнику, но я отвергаю идею, что он заслуживает совершенно иного стандарта биографии, чем Мартин Лютер Кинг, Джон Ф. Кеннеди, Томас Джефферсон или Оскар Шиндлер. Если бы вы делали фильм о любом из этих мужчин, вы бы сказали о великих достижениях их жизни, а также личных неудачах, и вот что я и сделал с Сэлинджером». В то же время Салерно начал работать вместе с Джеймсом Кэмероном над сценарием сиквела фильма «Аватар».
21 января фильм был показан на канале «PBS» как 200-эпизод биографической программы «American Masters». Эта версия включала в себя интервью, вырезанные для показа в кинотеатрах, составляющие пятнадцать дополнительных минут, что, по мнению Салерно, стало «моей окончательной версией» фильма. После телепоказа продажи книги «Над пропастью во ржи» взлетели, в результате чего она стала номером 1 на сайте «Amazon». Комментатор из «TV Guide» Натан Саутерн отметил, что этот фильм — эмоциональная работа документалиста, поставившего перед собой высокую планку, а Дэвид Зуравик из «Baltimore Sun» сказал, что этот впечатляющая документалистика стала одной из лучших показанных в «American Masters» за последние годы.

## Критика
Несмотря на то, что «Сэлинджер» вошёл в топ-десять самых кассовых документальных фильмов 2013 года, в прокате он собрал всего 650,675 долларов США. На сайте «Metacritic» рейтинг фильма составляет 40 % на основе 28 отзывов критиков, а на «Rotten Tomatoes» — 35 % по 84 отзывам. По итогам 2013 года, «затянутый, истеричный и банальный» «Сэлинджер» вошёл в список худших премьер по версии журнала «Time».
Стивен Фарбер в «Hollywood Reporter» отметил, что «выбор респондентов, конечно, впечатляет, и умелое редактирование держит быстрое движение фильма. Салерно предлагает занимательный обзор жизни одного из самых интригующих писателей прошлого века, даже если в изображении в конечном счете оказывается меньше откровения, чем во всех заранее рекламных обещаниях». Эндрю Баркер из «Variety» отметив плохой и напыщенный стиль фильма, сказал, что, «само собой разумеется, Сэлинджер был бы конечно в ужасе, увидев, что его личная жизнь посмертно раскопана до такой степени, и создатели фильма никогда не приведут убедительных аргументов, что это так и должно быть». Том Стоун из «The Guardian» сказал, что после этого утомительного фильма, «вы не знаете, что бы оскорбило Сэлинджера больше: вторжение в его личную жизнь, или то, что он был таким помешанным человеком, который является автором линии „Правительство Соединенных Штатов просто попросило нас спасти мир — кто хочет сказать "нет"?“». Брюс Хэнди из «Vanity Fair» сказал, что «в первую очередь фильм ужасен», отметив, что после фильма о Сэлинджере вы должны «выйти и перечитать все его работы. Это заставит вас никогда не хотеть думать о нём». Дэвид Денби из «New Yorker» сказал, что «„Сэлинджер“ является самомнением, излишним, и нескончаемым».
Кинокритик Ричард Рупер из «Chicago Sun-Times» сказал, что «несмотря на его значительные недостатки, „Сэлинджер“ является ценной и увлекательной биографией автора, возможно, самого любимого американского романа 20-го века». Пит Хэаммонд из «Deadline» отметил, что этот фильм «должен стать претендентом на „Оскар“ как лучший документальный фильм, не только своим превосходным исполнением, но и в качестве следственного куска, в котором показаны основные откровения о ранее не известных литературных произведениях Сэлинджера». Майк Скотт из «The Times-Picayune» отметил, что «комплексный, авторитетный и исчерпывающим образом исследованный „Сэлинджер“ предлагает шведский стол проницательности для случайных поклонников и достаточное количество свежей информации в угоду одержимых „Над пропастью во ржи“, которые достаточно честны, чтобы подавить своего внутреннего Холдена Колфилда с анти-истеблишментностью и просто оценить эту вещь», заметив, что «в целом „Сэлинджер“ является увлекательным и поучительным фильмом». Эрик Кон из «Indiewire» сказал, что эта увлекательная «документалистика умело снимает фанатизм, связанный с его книгами, чтобы создать впечатление человека» и охватить «практически все аспекты истории его жизни». Сорен Андерсен из «The Seattle Times» так охарактеризовал фильм: «Портрет писателя в качестве навязчивого перфекциониста. Портрет писателя как травмированного ветерана войны. Портрет писателя как любителя очень молодых женщин. Портрет писателя в качестве культурной иконы. У кинодокументалиста Шейна Салерно в „Сэлинджере“ все эти вещи. И когда элементы смешиваются и сливаются, появляется портрет-загадка».
Саша Стоун в блоге на «Awards Daily» отметила, что «„Сэлинджер“ является сложным портретом любимого автора, который может иногда показаться эксплуататорским. Но тем не менее, это правда, рассказанная людьми, которых Сэлинджер использовал, а потом отбрасывал. Это также правда о том, что гений не всегда существует в идеальной упаковке. Вы не оставите фильм ненавидя Сэлинджера. Но, скорее пожелаете помочь ему». Майкл Ордонья из «San Francisco Chronicle» сказал, что «„Сэлинджер“ делает то, что так много документальных фильмов и биографические фильмы либо не делают вообще или отклоняют попытку; это предполагает убедительность соединительной ткани между жизнью и работой субъекта». Ведущий кинокритик «The New York Times» Энтони Скотт заметил, что «„Сэлинджер“, снятый Салерно, меньше является произведением киноискусства, чем побочным продуктом собственной рекламной кампании. Это не такое большое исследование жизни и времён Сэлинджера, как запуск его памяти и наследия через отжим обмана. Сэлинджер переехал в леса Нью-Гемпшира, чтобы избежать вторжения и унижения знаменитости американской культуры. „Сэлинджер“ же, стал местью этой культуры». Дана Стевенс из «Slate» сказала, что этот «10-летний документальный фильм о жизни автора-затворника, окончательно потерян для меня и, судя по смешкам, для большей остальной части аудитории, к тому времени, как он вышел на сцены», отметив, что «большинство людей, которые были по-настоящему близки автору при его жизни, в том числе его оставшиеся в живых члены семьи, по понятным причинам отказались от участия в этом бульварном предприятии». Оди Хендерсон на сайте известного кинокритика Роджера Эберта отметил, что это фильм — «безжалостное нападение на человека, который хотел, чтобы его оставили в покое»:

«Сэлинджер» ничего не говорит нам, ну почти ничего, что мы уже не знаем. Что мало нового или разоблачительного быстро отправилось в пользу подыгрывания субъектной «тайне», а ответы дают фанаты и фанаты. Я сомневаюсь, что Сэлинджер был бы в восторге от этого, особенно учитывая свои чувства по поводу знаменитости и славы, давшие жизнь его самому известному персонажу. Тем не менее, эти фанаты все сидят там с остекленевшими глазами, говорят о том, сколько «Над пропастью во ржи» значит для них. Если б только Холден Колфилд мог их видеть. Я уверен, что вы знаете, как он назвал бы их, и этот фильм.
Оригинальный текст (англ.)"Salinger" tells us almost nothing we don't already know. What little that is new or revelatory is quickly dispatched in favor of playing up the subject's "mystery," and the responses of fan after fan. I doubt Salinger would have been amused by this, especially considering his own feelings about celebrity and fame, given life by his most famous character. Yet these fans all sit there glassy-eyed, talking about how much "The Catcher in the Rye" meant to them. If only Holden Caulfield could see them. I'm sure you know what he would have called them, and this movie.

Адам Мазманиан из «The Washington Times» отметил, что фильм не отвечает на те вопросы о жизни Сэлинджера, которые сам же и задаёт, в частности, «очевидно, война была переломным моментом в его жизни, но фильм не дает реальное представление о том, как это повлияло на его работу — только пищу для размышлений». Тай Бёрр из «The Boston Globe» сказал, что это «амбициозный, но часто смехотворно надрывающийся в попытке рассказать историю жизни Сэлинджера» фильм Салерно, поставившего «перед собой невыполнимую программу: он хочет рассказать всю правду и ничего кроме правды о Сэлинджере, и в то же время еще больше увеличивая поп-мифологию вокруг писателя о том, что фильм называет „великой подрывной книгой против истеблишмента всех времен“». Питер Трэверс из «Rolling Stone» отметил, что это «худшая биография, которую можно было увидеть», и говоря о издании книг Сэлинджера, он отметил, что «я не могу ждать, чтобы прочитать эти книги, и я не могу ждать, чтобы забыть этот фильм». В ответ на критику, режиссёр фильма Шейн Салерно сказал в журнале «Esquire»:

Серьёзный документальный фильм об Оскаре Шиндлере изучил бы не только его мужественные действия по спасению более 1100 евреев в нацистской Германии, но также спекуляции на войне и его многочисленные внебрачные связи. Так, слишком, строгое исследование Томаса Джефферсона включило бы в себя изучение его собственных рабов и вероятное отцовство детей с Салли Хемингс, как и серьёзные биографии Джона Кеннеди или Мартина Лютера Кинга не обошли бы их многочисленные внебрачные связи. Задачей не является полирование мифа, а скорее изучение субъекта, то есть сильного человека с человеческими слабостями. Никто не выходит за разумное. Никто не безупречен. Никто не получает специальный пропуск или специальное освобождение. Отрицать это, значит преуменьшать историю и биографию для агиографии… Мой фильм является первой работой, открывшей дверь в темную душу Сэлинджера и, как таковой, не безвредной; она опустошает миф, и заставляет людей расстроиться, что и должен делать хороший документальный фильм. Люди спорят о моем фильме, потому что есть о чём спорить. Фильм начинается по всей стране в эти выходные. Я надеюсь, вы увидите его и посудите сами
Оригинальный текст (англ.)A serious documentary film about Oskar Schindler would explore not only his courageous action—saving more than 1100 Jews in Nazi Germany—but also his war profiteering and his numerous extramarital affairs. So, too, a rigorous investigation of Thomas Jefferson would include an examination of his ownership of slaves and his likely fathering of children with Sally Hemings, just as a serious biography of John F. Kennedy or Martin Luther King Jr. would not declare somehow out of bounds their numerous extramarital affairs. The goal can’t be to burnish a myth, but rather to understand the subject, to connect human strengths with human weaknesses. No one is beyond reasonable inspection. No one is above reproach. No one gets a special pass or special exemption. To pretend otherwise is to reduce history and biography to hagiography... My film is the first work to open the door to the dark soul of J.D. Salinger and, as such, isn’t harmless; it empties out a myth, and it gets people upset, which is what a good documentary film is supposed to do. People are arguing about my film, because there’s something to argue about. The film opens nationwide this weekend. I hope you will see it and judge for yourself.